# Anergia klonalna
Anergia klonalna – jeden z ustrojowych mechanizmów obwodowej autotolerancji w immunologii, obok delecji klonalnej, aktywnej supresji oraz sekwestracji antygenu. Anergia klonalna ma za zadanie uniemożliwienie limfocytom indukowania reakcji immunologicznej przeciwko antygenom własnego organizmu. 

## Mechanizm anergii klonalnej
Do efektywnej prezentacji antygenu limfocytowi, by został aktywowany, potrzeba realizacji trzech warunków:
1. Prezentowania antygenu w kontekście MHC I lub MHC II przed limfocytem i połączenie z ich czynnikami różnicującymi;
2. Połączenia cząsteczek adhezyjnych CD80/86 ze strony APC (ang. Antygene Presenting Cell – komórki prezentującej antygen) oraz CD28 ze strony limfocytu;
3. Sekrecji odpowiednich interleukin i połączenia ich z receptorami limfocytów.

Pierwszy warunek może zostać zrealizowany dzięki tzw. przetwarzaniu antygenu wewnątrzkomórkowego (MHC I) lub zewnątrzkomórkowego (MHC II). Drugi warunek jest osiągany dzięki połączeniu antygenu z receptorami rozpoznającymi wzorzec (PRR – ang. Pattern Recognize Receptors). To one przekazują informację o patogenności antygenu i mogą regulować różnicowanie się limfocytów Th naiwnych do odpowiednich podrodzin. Trzeci warunek jest konsekwencją realizacji drugiego – połączenie CD80/86 z CD28 indukuje syntezę receptorów dla interleukin na powierzchni limfocytu. 
W anergii klonalnej nie dochodzi do realizacji drugiego warunku prezentacji. Brak informacji o patogenności antygenu, a także brak trzeciego warunku prowadzi do głębokiej, długotrwałej ale odwracalnej areaktywności limfocytu. Ma to znaczenie w autotolerancji, bowiem własny antygen patogenem nie jest i nie będzie aktywował receptorów rozpoznających wzorzec.
Mechanizm anergii klonalnej może być też indukowany przez limfocyty regulatorowe Treg, które swoimi czynnikami CD152 na powierzchni łączą się z CD80/86 APC, uniemożliwiając ich połączenie z CD28 limfocytu i spełnienie drugiego warunku. Jest to naturalny mechanizm zabezpieczający przed aktywacją PRR np. w przewlekłym zakażeniu.

## Autoimmunizacja
Przełamanie mechanizmu anergii klonalnej jest jednym z mechanizmów autoimmunizacji. Taki patologiczny mechanizm zachodzi przede wszystkim w przewlekłych stanach zapalnych. Autoantygeny – poszczególne elementy białek i komórek ustroju – generują odpowiedź immunologiczną, a w fazie efektorowej mechanizmy immunologiczne (aktywowany układ dopełniacza, opsonizacja, cytotoksyczność) uszkadzają bądź uniecznniają je (białka lub komórki) prowadząc do rozmaitych objawów chorób autoimmunologicznych. 